# Out (In Essence)
Out (In Essence) è il secondo album dei Fluke, uscito nel 1991. È stato registrato live al Destination Moon, un concerto acid house.

## Tracce
1. Pan-Am Into Philly
2. Pearls of Wisdom
3. The Bells
4. Heresy and the Garden of Blighty
5. Philly (Techno Rose Remix)